# Michael (album)
Pour les articles homonymes, voir Michael.
Albums de Michael Jackson
Invincible
(2001) Xscape
(2014)
Singles
1. Hold My Hand
Sortie : 15 novembre 2010
2. Hollywood Tonight
Sortie : 11 février 2011
3. Behind the Mask
Sortie : 21 février 2011
4. (I Like) The Way You Love Me
Sortie : 8 juillet 2011

Michael est le onzième album studio et le premier album studio posthume du chanteur Michael Jackson, sorti en 2010. Il regroupe neuf titres retravaillés présentés comme inédits et un morceau réarrangé, (I Like) The Way You Love Me, qui était déjà sorti sur deux compilations sous le titre The Way You Love Me.
Le premier titre de l'album à être révélé est Breaking News et le premier single, Hold My Hand (en duo avec Akon), sort le 15 novembre 2010. Un troisième extrait intitulé Much Too Soon a été rendu public le 1er décembre 2010 via le réseau social Ping, sur lequel a été mis en ligne de la même manière le titre (I Can't Make It) Another Day (en duo avec Lenny Kravitz).
Après sa sortie, l'authenticité des titres Breaking News, Monster et Keep Your Head Up est mise en doute par la famille Jackson et par des fans de Michael Jackson. Ces titres auraient été réalisés par un sosie vocal mais aucune preuve n'a été apportée afin de prouver ce fait. En 2014, une fan de Michael Jackson, Vera Serova, entame une action en justice[Où ?] pour résoudre cette affaire. Le 21 août 2018, Sony Music estime avoir été trompé par Eddie Cascio et James Porte, qui ont fourni les titres à la maison de disque, ce qui confirme la thèse du plagiat.

## Couverture
La couverture de l'album, une peinture à l'huile produite en 2009 par l'artiste afro-américain Kadir Nelson, représente deux chérubins plaçant une couronne sur la tête de Michael Jackson contre une peinture murale constituée d'images du chanteur à différents stades de sa carrière, avec l'image d'Off the Wall en haut à gauche, de Thriller au milieu à gauche, ou encore de Dangerous tout à droite. Nelson a déclaré que Michael Jackson l'a contacté il y a plusieurs années pour réaliser un projet exposant en détail sa vie et sa carrière. Le projet fut interrompu, mais a été repris en 2009 par l'un des exécuteurs testamentaires, John McClain.
Le communiqué de la publicité originale de la couverture de l'album présentait le symbole de Prince dans une bulle à côté de la tête du tigre. Il y a eu un débat sur Internet quant à savoir si Prince a été impliqué dans cet album. La réponse officielle de la part de Prince fut : « aucune permission n'a été accordée » et le symbole a été depuis retiré de la couverture sur tous les sites officiels de Sony. La présence sur la peinture de Kadir Nelson du visage des trois enfants de Michael Jackson a également suscité la polémique, la star ayant toujours porté une grande attention à ce qu'ils ne soient pas exposés médiatiquement.
On notera que le nom « Jackson » n'est pas inscrit sur la pochette du disque.

## Singles
- Breaking News : sa sortie en tant que premier single est annulée et son clip reste inédit en raison de la polémique sur l'authenticité de la chanson.
- Hold My Hand : Ce premier single est disponible depuis le lundi 15 novembre 2010 à 12 h 01 (EST) en téléchargement légal et depuis le 6 décembre en format CD.
- Hollywood Tonight : Sortie le 11 mars 2011. Un clip est diffusé pour la première fois le 10 mars 2011.
- Behind the Mask : la sortie du single a été annoncée à la fin du mois de mars. Le clip a été révélé le 14 juin 2011. Intitulé Behind The Mask Project, il a été réalisé grâce aux contributions de fans à travers le monde.

## Liste des pistes
| 1. | Hold My Hand (feat. Akon) (chanson enregistrée en 2007)                   | Aliaune Thiam, Giorgio Tuinfort, Claude Kelly                    | 3:31 |
| 2. | Hollywood Tonight (enregistrée en 1999 et en 2008)                        | Michael Jackson, Brad Buxer, Teddy Riley (paroles de pont parlé) | 4:30 |
| 3. | (I Like) The Way You Love Me (enregistrée en 1998 et en 2004)             | Michael Jackson                                                  | 4:33 |
| 4. | Best of Joy (enregistrée en 2008)                                         | Michael Jackson                                                  | 2:59 |
| 5. | (I Can't Make It) Another Day (feat. Lenny Kravitz) (enregistrée en 1999) | Lenny Kravitz                                                    | 3:55 |
| 6. | Behind the Mask (enregistrée en 1982)                                     | Michael Jackson, Chris Mosdell, Ryūichi Sakamoto                 | 5:01 |
| 7. | Much Too Soon (enregistrée en 1994)                                       | Michael Jackson                                                  | 2:49 |

| 1.  | Hold My Hand (feat. Akon) (chanson enregistrée en 2007)                                 | Aliaune Thiam, Giorgio Tuinfort, Claude Kelly                    | 3:31 |
| 2.  | Hollywood Tonight (enregistrée en 1999 et en 2008)                                      | Michael Jackson, Brad Buxer, Teddy Riley (paroles de pont parlé) | 4:30 |
| 3.  | Keep Your Head Up (chantée par un imitateur vocal et enregistrée après juin 2009)       | Eddie Cascio, James Porte                                        | 4:50 |
| 4.  | (I Like) The Way You Love Me (enregistrée en 1998 et en 2004)                           | Michael Jackson                                                  | 4:33 |
| 5.  | Monster (feat. 50 Cent) (chantée par un imitateur vocal et enregistrée après juin 2009) | Eddie Cascio, James Porte, Curtis Jackson (paroles de rap)       | 5:05 |
| 6.  | Best of Joy (enregistrée en 2008)                                                       | Michael Jackson                                                  | 2:59 |
| 7.  | Breaking News (chantée par un imitateur vocal et enregistrée après juin 2009)           | Eddie Cascio, James Porte                                        | 4:14 |
| 8.  | (I Can't Make It) Another Day (feat. Lenny Kravitz) (enregistrée en 1999)               | Lenny Kravitz                                                    | 3:55 |
| 9.  | Behind the Mask (enregistrée en 1982)                                                   | Michael Jackson, Chris Mosdell, Ryūichi Sakamoto                 | 5:01 |
| 10. | Much Too Soon (enregistrée en 1994)                                                     | Michael Jackson                                                  | 2:49 |

| 1. | Hold My Hand (feat. Akon) (Official Video) | Aliaune Thiam, Giorgio Tuinfort, Claude Kelly                    | 3:44 |
| 2. | Hollywood Tonight (Official Video)         | Michael Jackson, Brad Buxer, Teddy Riley (paroles de pont parlé) | 4:02 |
| 3. | Behind the Mask (Official Video)           | Michael Jackson, Chris Mosdell, Ryūichi Sakamoto                 | 4:17 |

## Controverses sur l'authenticité de trois titres
À la sortie de la chanson Breaking News, qui évoque les tabloïds et les médias en général, thème que l'on retrouvait déjà sur des titres comme Leave Me Alone (1987), Tabloid Junkie (1995) et Privacy (2001), de nombreux fans se sont posé des questions sur l'authenticité de la chanson. En effet, eux et la famille de la star ont cru déceler des différences entre la voix de Michael Jackson et celle qui apparaît sur trois des titres de l'album : Breaking News, Monster et Keep Your Head Up. Ainsi, certains fans ont même décidé de boycotter l'album.
Le 14 décembre 2010, Teddy Riley, producteur et ami de Michael Jackson de longue date, a déclaré qu'il avait modifié la voix du chanteur avec le logiciel Melodyne, pour que « sa voix colle avec la musique ». Il ajoute : « c'est pour cela que les vibratos sonnent faux ou trafiqués ». Or, tous les titres provenant de la famille Cascio ayant exactement ce même vibrato caractéristique, cela impliquerait que cette transformation ait été appliquée exactement de la même manière à tous ces titres, ce qui est impossible, d'autant que Teddy Riley n'a pas travaillé sur tous ces titres.
Dès la sortie de l'album, certains fans de l'artiste, ainsi que sa propre mère,La polémique n'est pas récent ont affirmé que ces chansons n'étaient pas interprétées par Jackson.
Le 14 août, une fan du chanteur, Vera Serova, saisi la justice contre notamment Sony, Eddie Cascio (ami et producteur de Michael Jackson) et Angelikson Productions. Le 21 août 2018, la maison de disque Sony Music a admis devant les juges de la Cour d'appel de Californie ne pas avoir de preuves pour prouver l'authenticité de ces trois morceaux,. L'avocat de Sony Music a fait une déclaration le 26 août expliquant que Sony Music n'était pas au courant, en sortant l'album, que ces titres provenant de la famille Cascio n'étaient pas interprétés par Michael Jackson.
Le 29 juin 2022, les titres polémiques sont retirés des comptes officiels de Michael Jackson sur les services de streaming (Spotify, Deezer, YouTube Music...)[réf. nécessaire].

## Autres controverses
- Une erreur concerne la mention dans les crédits de l'album du musicien Dave Grohl (ancien membre de Nirvana), en tant que batteur sur le titre (I Can't Make It) Another Day. En novembre 2011, dans le magazine The Red Bulletin, Dave Grohl affirme que ce n'est pas lui qui joue sur le morceau. En effet, s'il admet avoir été contacté par Lenny Kravitz pour participer à la chanson il y a une dizaine d'années, il n'a pas été recontacté après avoir enregistré sa partie à la batterie. La version de cette chanson qui apparaît dans l'album n'est donc pas celle dans laquelle il jouait. Dave Grohl qualifia de « pas cool » le fait qu'il soit crédité dans l'album pour une chanson dans laquelle il ne participe pas.

- Avant la sortie de l'album, un avocat de Joseph Jackson déclara que Michael était un perfectionniste et qu'il n'aurait jamais voulu qu'un album avec des chansons non finalisées soit commercialisé. Le chanteur Will.i.am (qui a collaboré en 2007 avec Michael Jackson sur l'album Thriller 25) critiqua également cette commercialisation en disant qu'il était irrespectueux de sortir un album non finalisé pour lequel Michael Jackson ne pouvait plus donner son approbation.

## Réception

### Réception critique
À sa sortie, l'album a reçu de bonnes critiques. Le Point a considéré que la disparition de Jackson faisait de l'album « un enregistrement capital », mais que sans cela « Michael ne serait qu'un album agréable et sans surprise, marquant son retour à la scène. ».
Si tout le monde n'y a pas été sensible, la controverse relative aux trois chansons fausses a dissuadé de nombreux fans d'acheter le disque, faisant bloc pour montrer leur indignation. Une pétition et plusieurs mouvements indépendants ont même été lancés pour supprimer l'album des bacs, en vain.
Malgré cela, les sept autres chansons sont jugées satisfaisantes, bien que certains auraient aimé plus d'authenticité, car elles ont été fortement retravaillées par rapport à ce que la star avait enregistré.

### Réception commerciale
Au bout d'une semaine, selon Sony, l'album s'est vendu à cinq millions de copies à travers le monde et est numéro un des ventes mondiales.
Michael a été l'album le plus vendu mondialement en 2010. Il a été certifié disque de platine dans quatorze pays dont les États-Unis, le Royaume-Uni, l'Allemagne, la France et l'Italie.
Le 19 décembre 2010, l'album sort au Royaume-Uni et s'écoule à 200 000 exemplaires en une semaine, ce qui en fait le meilleur démarrage en une semaine de Michael Jackson au Royaume-Uni depuis Dangerous.

## Certifications
| Pays              | Certification | Unités    |
| ----------------- | ------------- | --------- |
| États-Unis (RIAA) | Platine       | 1 000 000 |

## Historique de sortie
| Pays        | Date             | Label                    | Format             |
| ----------- | ---------------- | ------------------------ | ------------------ |
| Australie   | 10 décembre 2010 | Sony Music Entertainment | CD                 |
| France      | 10 décembre 2010 | Sony Music Entertainment | CD                 |
| Allemagne   | 10 décembre 2010 | Sony Music Entertainment | CD                 |
| Royaume-Uni | 13 décembre 2010 | Sony Music Entertainment | CD                 |
| Taïwan      | 14 décembre 2010 |                          |                    |
| États-Unis  | 14 décembre 2010 | Epic Records             | CD, téléchargement |
| Japon       | 15 décembre 2010 | Sony Music Japan         | CD                 |